# ماکروروسور
ماکروروسور (نام علمی: Macrurosaurus) نام یک سرده از زیرراسته سوسمارپاشکلان است.